# NGC 544
NGC 544 је елиптична галаксија у сазвежђу Вајар која се налази на NGC листи објеката дубоког неба.
Деклинација објекта је - 38° 5' 40" а ректасцензија 1h 25m 11,8s. Привидна величина (магнитуда) објекта NGC 544 износи 13,4 а фотографска магнитуда 14,4. NGC 544 је још познат и под ознакама ESO 296-24, MCG -6-4-28, AM 0122-381, PGC 5253.